# Дэвис, Деннис Рассел
Деннис Рассел Дэвис (англ. Dennis Russell Davies; род. 16 апреля 1944, Толидо, штат Огайо, США) — американский дирижёр и пианист. Один из основателей Оркестра американских композиторов, единственного в мире оркестра, специализирующегося исключительно на музыке США.
Окончил Джульярдскую школу. В 1972—1980 гг. возглавлял Камерный оркестр Сент-Пола, с которым добился значительных успехов — в том числе получил в 1980 г. премию «Грэмми» за лучшую запись камерной музыки (сюита Аарона Копленда «Весна в Аппалачах»). Одновременно основал (1977, вместе с Фрэнсисом Торном) Оркестр американских композиторов, у руля которого находился до 2002 года. В США возглавлял также Бруклинский филармонический оркестр (1990—1996), поддерживая программную политику Джозефа Горовица, нацеленную на приоритет новейшей музыки.
С 1980 г. в наибольшей степени работал в Европе. В 1980—1987 гг. генеральмузикдиректор Штутгарта, во главе Штутгартской оперы осуществил, в частности, премьеры двух опер Филипа Гласса, с которым Дэвиса связывает особенно длительное и прочное творческое содружество (первые исполнения большинства симфоний и концертов Гласса также состоялись под управлением Дэвиса, Пятая симфония Гласса ему посвящена). В 1987—1995 гг. возглавлял оркестр Бетховенхалле в Бонне, в 1996—2002 гг. — Симфонический оркестр Венского радио. С 2002 г. Дэвис руководит Брукнеровским оркестром Линца, а с 2009 г. ещё и Базельским симфоническим оркестром.
В качестве пианиста Дэвис выступает существенно реже, в последние годы часто в дуэте с пианисткой Маки Намекава.

## Репертуар и записи
Дэвис известен, прежде всего, как интерпретатор музыки второй половины XX века. Помимо Филипа Гласса, в круг его постоянного внимания входят такие авторы, как Ханс Вернер Хенце, Уильям Болком, Лу Харрисон, Алан Хованесс, Джон Кейдж, Вирджил Томсон, Альфред Шнитке, Валентин Силиверстов, Гия Канчели, Арво Пярт.
В то же время среди постановок Дэвиса — «Летучий голландец» Рихарда Вагнера на Байройтском фестивале и «Расцевет и падения города Махагони» Курта Вайля на Зальцбургском фестивале. Совместно с оркестром Венского радио записал симфонию Ханса Ротта.
В 2010 году совместно со Штутгартским камерным оркестром записал на фирме Sony полный комплект симфоний Йозефа Гайдна (106 симфоний и Концертная симфония, всего 37 дисков) и стал, таким образом, четвёртым и последним на сегодняшний день дирижёром, осуществившим этот масштабный проект (трое других — Эрнст Марцендорфер, Антал Дорати и Адам Фишер; аналогичные проекты Роя Гудмана, Томаса Фея и Кристофера Хогвуда не были завершены). Критик Дэвид Тришер пишет об этом комплекте:
«Парижские» и многие более поздние симфонии (особенно № 88-90), безусловно удались; их записи выдерживают конкуренцию со многими достойными работами. Но интерпретациям Д. Р. Дэвиса и его оркестра часто не хватает юмора, что особенно сильно ощущается в некоторых местах «Лондонских симфоний» (…) Конечно, ни один полный комплект гайдновских симфоний не удовлетворит всех слушателей полностью и в равной мере (…) Что касается Д. Р. Дэвиса, то его ахиллесова пята — осторожность.